# Конституция Лаоса
Конституция Лаоса — основной закон Лаосской Народно-Демократической Республики, принятый 14 августа 1991 года на шестом заседании Верховной народной ассамблеи (парламента) страны.
Текст конституции насчитывает 80 статей, объединённых в 10 глав. В конституции декларируется, что Лаос — народно-демократическая республика, в которой вся власть принадлежит народу, основные категории которого — рабочие, фермеры и представители интеллигенции. По форме государственного устройства Лаос определяется как неделимое федеративное государство.

## История

### Предыдущие конституции
Первая конституция Лаоса был разработана под контролем французских колониальных властей и принята специально избранной для этого Конституционной Ассамблеей 11 мая 1947 года. Эта конституция провозглашала Королевство Лаос конституционной монархией и ассоциированным государством в составе Французского Союза. После провозглашение независимости Лаоса 19 июля 1949 года поправки в Конституцию 1947 года были внесены лишь 11 мая 1957 года, в частности, было удалено упоминание о Французском Союзе, хотя при этом Лаос продолжал поддерживать с бывшей метрополией связи в области образования, медицины и других сферах. Конституция 1947 года с поправками 1957 года была признан утратившей силу лишь 3 декабря 1975 года, после ликвидации монархии и создания ЛНДР.

### Принятие Конституции 1991 года
Принятие новой конституции страны заняло более 15 лет, это был достаточно длительный срок по сравнению с другими странами Индокитая, ставшими на путь строительства социализма (например, Вьетнам принял пересмотренную Конституцию в 1980 году, а Народная Республика Кампучия в 1981 году, всего через два года после изгнания красных кхмеров). Причины задержки выработки новой конституции точно не известны. По мнению ряда западных источников, это было связано с разногласиями по концептуальным вопросам в политбюро правящей Народно-революционной партии Лаоса.
Комиссия по разработке новой конституции в составе 15 человек под председательством члена политбюро НРПЛ Сисомфона Ловансая была создана в 1984 году и в апреле 1990 года, после утверждения политбюро и секретариатом ЦК НРПЛ, проект конституции был опубликован. Согласно директиве ЦК НРПЛ от 30 апреля 1990 года, проект конституции подлежал обсуждению среди населения. Обсуждение проекта конституции проходило в партийных организациях и трудовых коллективах и зачастую носило чисто формальный характер.
В то же время в ходе обсуждения проекта конституции некоторыми кругами госслужащих и интеллигенции были предприняты попытки ревизии однопартийной системы в Лаосе, в частности, группа численностью порядка сорока человек (преимущественно — правительственных чиновников и представителей интеллигенции) создала так называемый «Социал-демократический клуб», призывавший к созданию в стране многопартийной системы. Один из членов этого клуба, заместитель министра науки и технологий, назвал Лаос «коммунистической монархией» и призвал премьер-министра Кейсона Фомвихана уйти в отставку.
Критика проекта конституции отмечалась и со стороны студенческих организаций: в Париже, Праге и Варшаве некоторые лаосские студенты, учившиеся в этих странах, устроили манифестации, где призывали к проведению в Лаосе свободных выборов.
В октябре 1990 года руководство НРПЛ приняло решительные меры по пресечению оппозиционных настроений: ряд крупных государственных чиновников, выступавших с критикой проекта Конституции, в частности заместитель председателя Госплана и директор департамента в Министерстве юстиции, были осуждены на длительные сроки тюремного заключения.
В ходе обсуждения проекта конституции руководство НРПЛ наглядно продемонстрировало, что не намерено следовать по пути политических реформ, которые прошли в странах Восточной Европы и СССР, а ориентируется на политические модели Вьетнама и Китая. Новая конституция была принята 14 августа 1991 года Верховной народной ассамблеей Лаоса.

## Обзор Конституции 1991 года
Текст конституции 1991 года состоит из преамбулы и 80 статей, объединённых в 10 глав. В преамбуле отмечается, что многонациональный народ Лаоса вёл трудную и напряженную борьбу с колониальным и феодальным режимами «под правильным руководством бывшей коммунистической партии Индокитая и Народно-революционной партии Лаоса».
Глава I конституции характеризует политический режим, глава II — социально-экономический строй страны, глава III — права и обязанности граждан Лаоса, глава IV посвящена функциям и полномочиям Национальной ассамблеи, глава V — полномочиям и обязанностям президента страны, глава VI — полномочиям и обязанностям правительства, глава VII — местным органам власти, глава VIII — судебной системе, глава IX — языку, письменности и национальной символике, глава X — «Заключительные положения» определяет порядок изменения настоящей Конституции (для этого требуется квалифицированное большинство не менее чем в 2/3 голосов членов Национальной Ассамблеи).